# Херман Хайнрих Госен
Херман Хайнрих Госен (на немски: Hermann Heinrich Gossen) е пруски икономист, който често се смята за първия, формулирал обща теория за пределната полезност.

## Биография
Госен учи в Бон, работи в пруската администрация до пенсионирането си през 1847 г., след което продава застраховки до смъртта си през 1858 г.
Преди Госен редица теоретици, включително Габриел Креймър, Даниел Бернули, Уилям Форстър Лойд, Насо Уилям Синиър, и Жул Дюпюи използват или твърдят значимостта на концепция, наподобяваща пределна полезност. Но Крамър, Бернули и Дюпюи се фокусират върху конкретни проблеми, Лойд не представя приложимост на концепцията, и макар Синиър да започва да разработва по-обща теория, използваният от него език не ангажира вниманието на повечето читатели.
Книгата на Госен „Развитие на законите на човешкото движение и произтичащите от това правила на човешката търговия“ (Die Entwickelung der Gesetze des menschlichen Verkehrs, und der daraus fließenden Regeln für menschliches Handeln), публикувана в Брауншвайг през 1854 г., изрично развива общи теоретични последици от теорията за пределната полезност до такава степен, че Уилям Стенли Джевънс (един от предшествениците на маргиналната революция) по-късно ще отбележи, че
| „ | [О]чевидно е, че Госен напълно е предвиждал моите разсъждения относно общите принципи и метода на икономическата теория. Доколкото мога да разбера, неговото отношение към фундаменталната теория е дори по-общо и по-задълбочено от това, което аз успях да очертая. | “ |

„Развитието“ обаче е зле приет – от една страна икономическата мисъл в Германия в този период все още е доминирана от Историческата школа, а от друга страна Госен пише в стегнат, силно математически стил, който е доста непопулярен за времето си. Въпреки че самият Госен заявява, че трудът му е сравним по своята значимост с нововъведенията на Коперник, малко хора се съгласяват с това твърдение. Повечето копия на книгата му са унищожени и днес съществуват само няколко оригинални екземпляра.
В началото на 1870-те години Уилям Стенли Джевънс, Карл Менгер и Леон Валрас отново представят теорията за пределната полезност. По време на дискусии кой от тримата първи е формулирал теорията, колега на Джевънс открива копие на „Развитието“. Това откритие през 1878 г. обаче идва няколко години след като тримата лидери на маргиналната революция са публикували свои собствени книги и съществените различия с оригиналния принос на Госен са пренебрегнати. Век по-късно (1983) трудът на Госен е преведен на английски. В своя увод към книгата Николас Георгеску-Роген, изтъкнат американски икономист и почетен член на Американската икономическа асоциация, силно подкрепя визията на Госен, която е в противоположност на неокласическата теория, че полезността (удовлетворението) е правилно да се идентифицира с потребяваните стоки в основната теория (за полезността), а не с дейността по потребление.

## Виж също
- Маргинализъм

## Допълнителна информация
- Госен, Херман Хайнрих; Развитие на законите на човешкото движение и произтичащите от това правила на човешката търговия (1854). Преведено на английски като Законите на човешките отношения и извлечените от тях правила за човешките действия (1983) MIT Press,ISBN 0-262-07090-1 . Възпроизведени от Google книги на немски език.
- Клаус Хагендорф: Критика на фундаменталната теорема на Госен за теорията на удоволствието

|  | Тази страница частично или изцяло представлява превод на страницата Hermann Heinrich Gossen в Уикипедия на английски. Оригиналният текст, както и този превод, са защитени от Лиценза „Криейтив Комънс – Признание – Споделяне на споделеното“, а за съдържание, създадено преди юни 2009 година – от Лиценза за свободна документация на ГНУ. Прегледайте историята на редакциите на оригиналната страница, както и на преводната страница, за да видите списъка на съавторите. ВАЖНО: Този шаблон се отнася единствено до авторските права върху съдържанието на статията. Добавянето му не отменя изискването да се посочват конкретни източници на твърденията, които да бъдат благонадеждни. |